# 239 (szám)
A 239 (kétszázharminckilenc) a 238 és 240 között található természetes szám.

## A matematikában
239:
- Prímszám
- Ikerprím
- Sophie Germain-prím
- Eisenstein-prím
- Pillai-prím
- Newman–Shanks–Williams-prím